# المفاعل النووي الأوروبي المضغوط

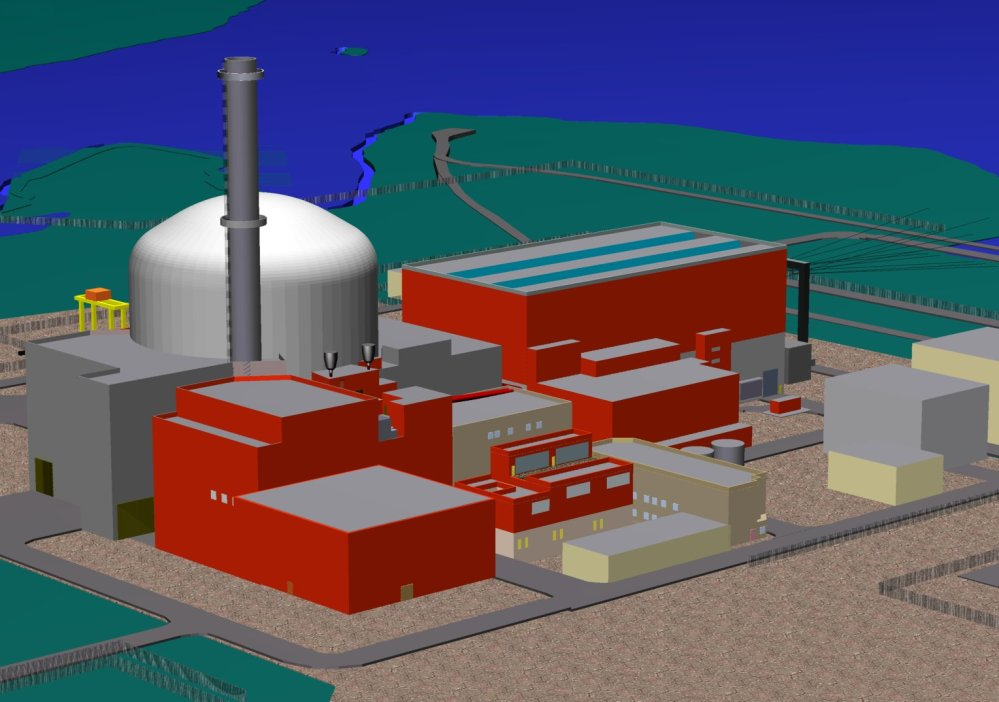
عرض الكمبيوتر الشخصي لمحطة كهرباء (EPR)

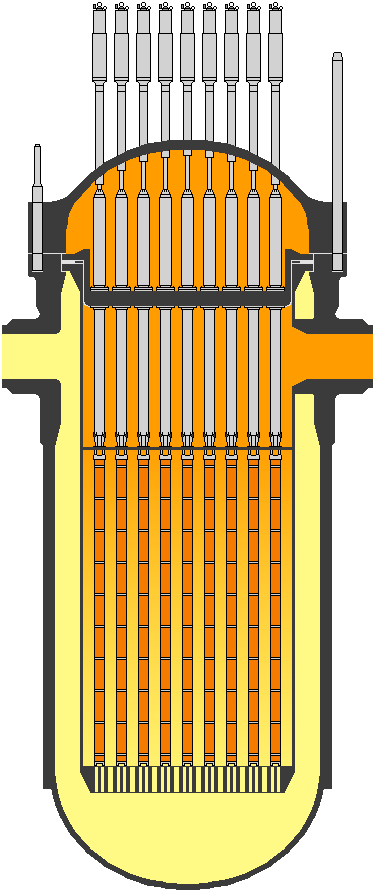
وعاء ضغط المفاعل من (EPR)

المفاعل النووي الأوربي المضغوط (EPR) هو تصميم مفاعل الماء المضغوط من الجيل الثالث. وقد تم تصميمها وتطويرها بشكل أساسي في فرنسا وألمانيا.

## نبذة
في أوروبا كان تصميم المفاعل يسمى المفاعل الأوروبي المضغوط ، وكان الاسم المتداول هو مفاعل الطاقة التطوري ، ولكنه الآن يسمى ببساطة المفاعل النووي الأوربي المضغوط (EPR).
توجد اربع وحدات قيد الإنشاء. أولهما في فنلندا وفرنسا ويواجهان تأخير في البناء (على الأقل 2018). بدأ البناء على وحدتين صينيتين في عامي 2009 و2010. ومن المتوقع أن يبدأ التشغيل في عام 2019 في المملكة المتحدة حصلت على الموافقة النهائية في سبتمبر 2016 ومن المتوقع الانتهاء منها بحلول عام 2025.